# Chérisay
Chérisay ist eine französische Gemeinde mit 308 Einwohnern (Stand: 1. Januar 2022) im Département Sarthe in der Region Pays de la Loire; sie gehört zum Arrondissement Mamers und zum Kanton Sillé-le-Guillaume (bis 2015: Kanton Saint-Paterne). Die Einwohner werden Chériséens genannt.

## Geographie
Chérisay liegt etwa 39 Kilometer nordnordwestlich von Le Mans und etwa acht Kilometer südlich von Alençon. Umgeben wird Chérisay von den Nachbargemeinden Champfleur im Norden, Ancinnes und Bourg-le-Roi im Osten, Rouessé-Fontaine im Südosten, Fyé im Süden und Südwesten, Oisseau-le-Petit im Westen sowie Béthon im Nordwesten.
Am Westrand der Gemeinde führt die Autoroute A28 entlang.

## Bevölkerungsentwicklung
| 1962                      | 1968 | 1975 | 1982 | 1990 | 1999 | 2006 | 2013 |
| ------------------------- | ---- | ---- | ---- | ---- | ---- | ---- | ---- |
| 255                       | 216  | 210  | 233  | 242  | 220  | 236  | 316  |
| Quelle: Cassini und INSEE |      |      |      |      |      |      |      |

## Sehenswürdigkeiten
- Kirche Saint-Denis, bereits 1074 erwähnt